# СК Хееренвеен
СК Хееренвеен (на нидерландски: Sportclub Heerenveen) е нидерландски футболен клуб от град Хееренвеен. Клубът успява да влезе в груповата фаза на Шампионска лига през сезон 2000/2001, след като осигурява второто си място в Ередивизи през сезон 1999/2000.
Хееренвеен е един от малкото тимове в Ередивизи, които могат да се борят за челните места в класирането с ПСВ Айндховен, Фейенорд и Аякс. Средната посещаемост надхвърля 25 000 зрители.
Емблемата на Хееренвеен представлява символът на флага на Фрисланд, провинцията, в която се помещава клубът. Всеки домакински мач на Абе Ленстра Стадион започва с химна на Фрисланд.
Клубът е воден от 1983 г. до септември 2006 г. от Ример ван дер Велде, най-дълго изкаралият президент в професионален футболен клуб в Холандия.

## Успехи
- Първи клас (до 1955) / Висша дивизия (след 1956)-Ередивиси:
  -  Вицешампион (1): 2000
- Купа на Нидерландия:
  -  Носител (1): 2009
    -  Финалист (2): 1993, 1997.

## Състав 2019 – 2020
| - Вратари: - 1 Кени Степе - 25 Бриан Ванденбусхе - 26 Хенк Тимер | - Защитници: - 2 Милан Копич - 3 Кристиан Бак Нилсен - 4 Михел Брьоер капитан - 5 Михаел Дингсдаг - 16 Калвин Йон-а-Пин - 20 Горан Попов - 22 Хенрико Дрост | - Полузащитници: - 6 Мика Вяюрюнен - 7 Виктор Елм - 9 Геерт Аренд Роорда - 10 Даниел Пранич - 11 Андре Хансен - 15 Михал Швец - 17 Кристиан Гринхайм - 31 Артноур Смаурасон | - Нападатели - 8 Рой Бееренс - 12 Пауло Енрике - 13 Тарик Елиунуси - 14 Патрик Ингелстен - 18 Педро Беда - 21 Бонавантюр Калу - 35 Джералд Сибон |

## Известни бивши футболисти
- Клаас-Ян Хьонтелаар
- Рууд ван Нистелрой
- Йон Дал Томасон
- Георгиос Самарас
- Радион Каматару
- Игор Корнеев

## Български футболисти
- Иван Цветков: 1998/2000 (16 мача – 2 гола)
- Християн Петров: 2025- (1 мач – 0 гола)